# Carl Mückenberger
Carl August Mückenberger (ur. 2 września 1830 w Torgau, zm. 23 lutego 1901 w Królewcu) – niemiecki przedsiębiorca, założyciel spółki akcyjnej i wieloletni dyrektor browaru w Braniewie Bergschlößchen-Aktien-Bier-Brauerei, Honorowy Obywatel Braniewa.

## Życiorys

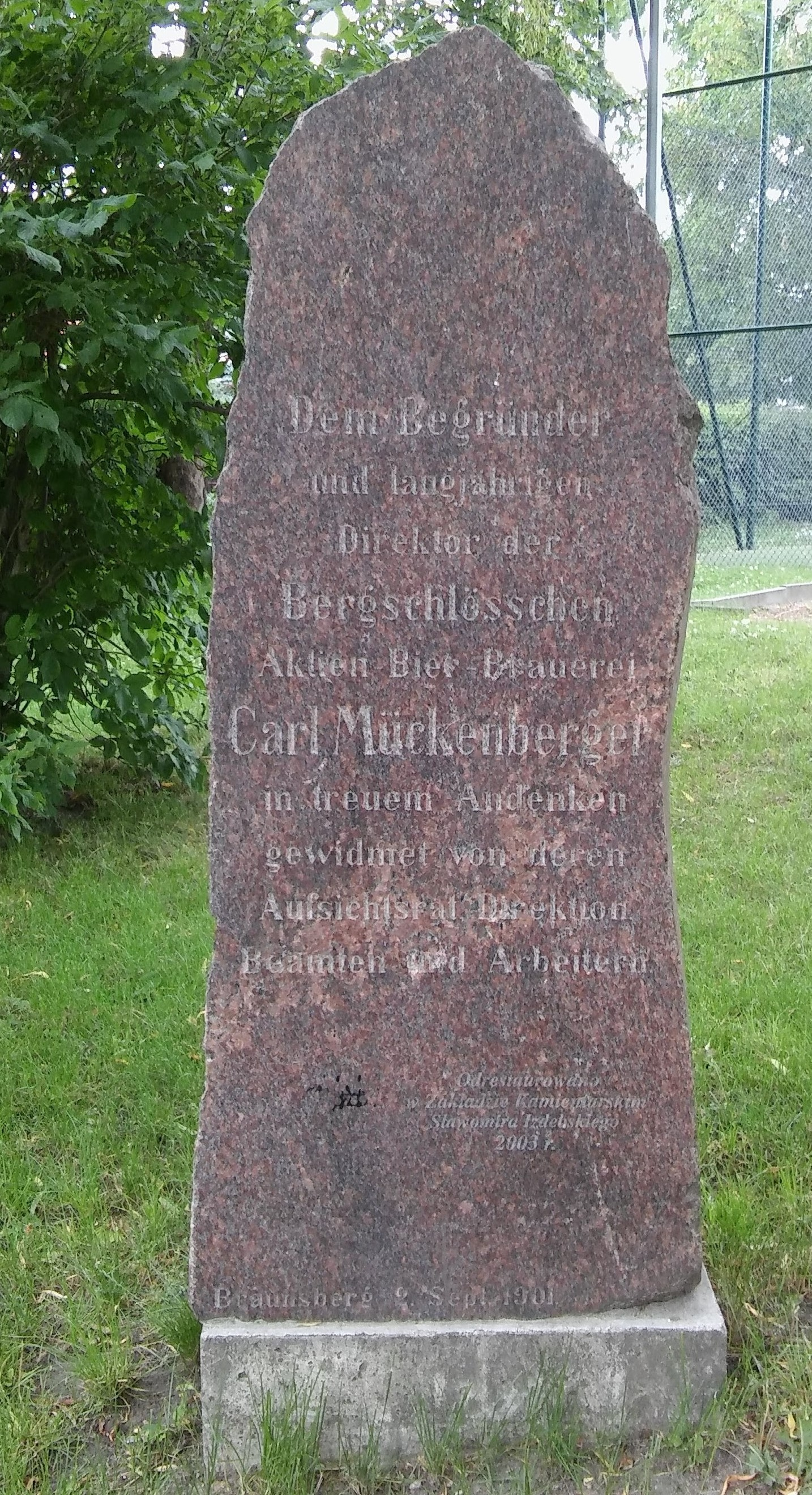
Obelisk przy SP3, rok 2017

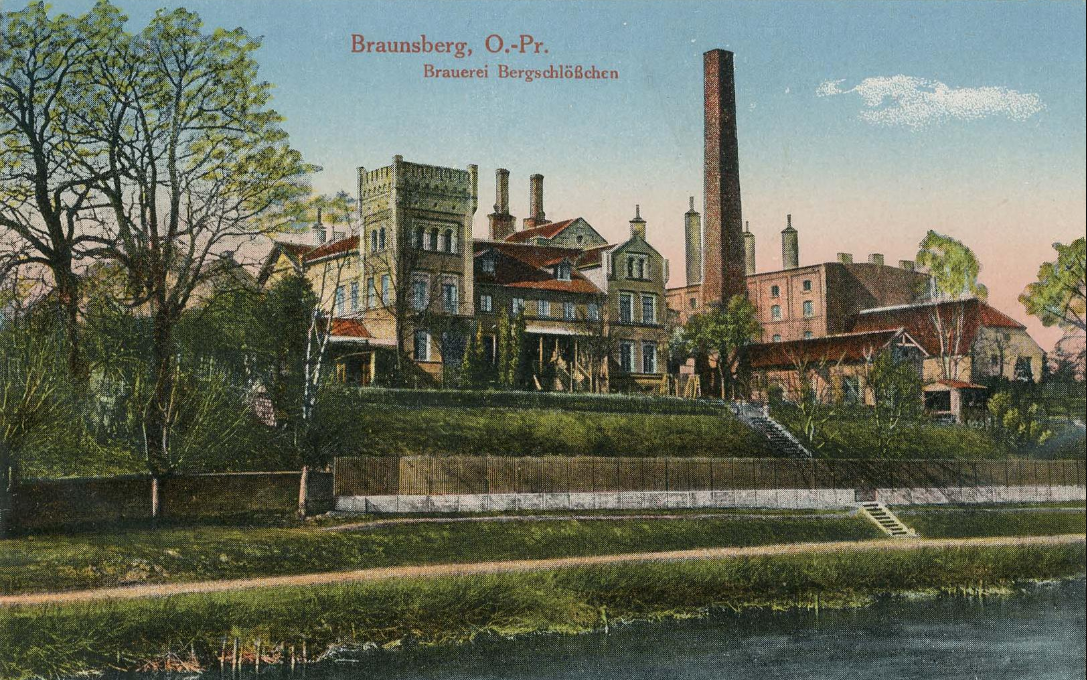
Bergschlößchen, pocz. XX w.

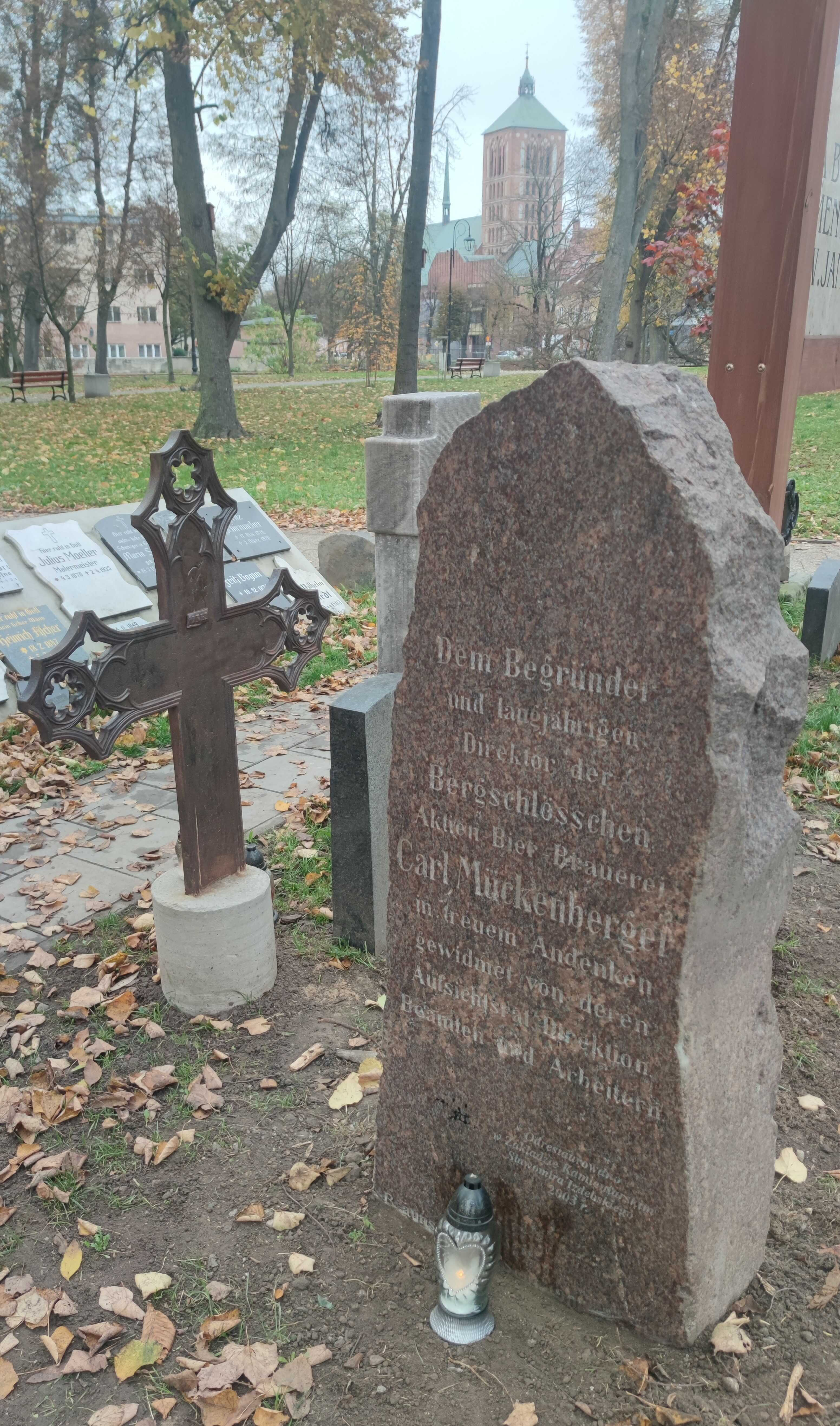
Od 2022 kamień na cmentarzu św. Jana

Urodził się w mieście Torgau nad Łabą w Saksonii w rodzinie młynarza Friedricha Augusta Mückenbergera (1805–1887) i Johanny Christiany z d. Probsthayn (1809–1872). Do Braniewa przyjechał w 1852, pracując tu jako cieśla przy budowanej właśnie Pruskiej Kolei Wschodniej. Jego właściwa kariera zawodowa zaczęła się jednak od związku z córką założyciela i właściciela browaru w Braniewie Jacoba van Roya (1799–1885). Warunkiem, jaki postawił ojciec absztyfikantowi swojej najstarszej córki, był wyjazd Carla Mückenbergera do Monachium, w celu nauki kunsztu nowoczesnego piwowarstwa. Carl spełnił to żądanie i trzy lata później, 30 maja 1855, stanął z najstarszą córką van Roya, Marią, na ślubnym kobiercu. Zięć van Roya okazał się niezwykle zdolnym adeptem nowego fachu. Szybko zaczął odnosić sukcesy wprowadzając nieznane na Warmii wcześniej piwo jasne typu lager (pilzner), które wyparło produkowane tu do tej pory ciemne piwo. To nie udany ożenek z córką fabrykanta otworzył mu drogę do sukcesu, lecz jego przedsiębiorczość, pomysłowość i pracowitość.             
Już w 1854 pojawia się nazwa browaru Brauerei Carl Mückenberger, w latach 1865–1868 firma funkcjonuje jako Brauerei Roy & Mückenberger. Za sprawą nowej technologii browar stał się jednym z pierwszych browarów typu bawarskiego w Prusach Wschodnich. Dzięki doświadczeniu Roya oraz przedsiębiorczości Mückenbergera zakład był stale rozbudowywany i modernizowany. Nowe ciemne piwo cieszyło się dobrą reputacją i dużym wzięciem, dystrybuowane było do Prus Wschodnich i Zachodnich. W czasie podejmowania decyzji o przekształceniu firmy w spółkę akcyjną produkcja roczna wynosiła już 29 tys. hektolitrów piwa.
11 listopada 1871 Carl Mückenberger podejmuje ważną decyzję w sprawie firmy – przekształca dotychczas prywatny browar w spółkę aukcyjną Bergschlößchen-Aktien-Bier-Brauerei (BAB) z kapitałem zakładowym 480 tys. marek niemieckich i zostaje jej pierwszym dyrektorem. Spółka była notowana na giełdzie w Królewcu, a jej powstanie ogłoszono w wielu gazetach. Browar Bergschlößchen stał się jedną z najważniejszych firm piwowarskich Prus Wschodnich. Dzięki dobremu zarządzaniu przez Carla Mückenbergera firma stale się rozwijała, jej akcje cieszyły się popularnością, w ciągu 25 lat wypłacono akcjonariuszom ok. 538% dywidendy. Produkcja piwa w tym czasie wzrosła do 53 tys. hektolitrów. Specjalnością browaru były pilznery i piwo pszeniczne, ale browar rozwinął dużo bogatszą ofertę. Prócz jasnego i ciemnego piwa było to m.in. sezonowe piwo „marcowe”, porter, mocne koźlaki i słodowo-karmelowe o intensywnym aromacie (zwane Mumme). Mückenberger inwestowali w nowoczesne rozwiązania technologiczne, browar się rozwijał i był stale rozbudowywany. Zakład posiadał własną słodownię, warzelnię, lodownię oraz bednarnię, ponadto otworzono linie do produkcji wody mineralnej. Później, w XX wieku, firma dysponowała także własnymi samochodami do dystrybucji wyrobów.                     
W 1882 Mückenberger zakupił nieruchomości pierwsze nieruchomości celem utworzenia własnych składów i rozwinięcia sprzedaży w Królewcu. Wyroby browarnicze, oprócz popularności, zdobywały także wyróżnienia, m.in. podczas wystaw w Braniewie (1880), Gdańsku (1883) i Królewcu (1887). W 1895 firmie przyznano złoty medal podczas wystawy handlowej w Królewcu.                     
1 kwietnia 1898 Carl Mückenberger przeszedł na emeryturę, ale czynnym członkiem rady nadzorczej spółki pozostawał aż do śmierci w 1901 roku. Wówczas przeniósł się do Królewca i tam zmarł 23 lutego 1901 roku. Za zasługi dla rozwoju miasta otrzymał tytuł Honorowego Obywatela Miasta Braniewa.                     

## Obelisk
Na cześć zmarłego przedsiębiorcy pracownicy browaru w Braniewie w dniu 26 września 1901 odsłonili pamiątkowy głaz z czerwonego granitu ku czci twórcy potęgi braniewskiej browaru. Napis na głazie brzmi:

„Dem Begründer und langjährigen Direktor der Bergschlösschen-Aktien-Bier-Brauerei Carl Mückenberger in treuem Andenken gewidmet von deren Aufsichtsrat, Direktion, Beamten und Arbeitern. Braunsberg 2 Sept. 1901”
 (tłumaczenie)

„Założycielowi i wieloletniemu dyrektorowi Bergschlößchen-Aktien-Bier-Brauerei, Carlowi Mückenbergerowi, poświęcony przez wiernie pamiętających: Radę Nadzorczą, Zarząd, urzędników i pracowników. Braniewo, 2 wrz. 1901”

Po odrestaurowaniu płyty w 2003 roku była ona umieszczona przy Szkole Podstawowej nr 3 w Braniewie. 24 października 2022 obelisk został przeniesiony do lapidarium na średniowiecznym cmentarzu św. Jana.